# Jenny Nowak (ski)
Pour les articles homonymes, voir Nowak.
Jenny Nowak, née le 20 août 2002, est une sauteuse à ski et coureuse allemande du combiné nordique.

## Carrière

### Saut à ski
Elle prend part à des compétitions internationales de saut a ski, comme la Coupe OPA, gagnant deux manches,une en décembre 2017 et une août 2019. Dans les Jeux nordiques de l'OPA, elle remporte deux médailles d'argent dans la catégorie jeune en 2016 et 2017. En 2018, dans cette compétition, elle est deuxième par équipes et en 2019, elle est troisième en individuel (junior) et victorieuse par équipes.

### Combiné nordique
Jenny Nowak participe de 2010 à 2013 au Championnat de Saxe ainsi qu'aux rencontres nationales de la jeunesse. Elle y glane six médailles d'or.
De la saison 2010/2011 à celle de 2014/2015, elle participe à la coupe de Saxe et en remporte à chaque fois le classement général. Lors des deux épreuves du Grand Prix des lycées 2014, à Oberstdorf, elle termine respectivement 11e et 9e. Un an plus tard, à Berchtesgaden, elle remporte la victoire des deux courses.
De la saison 2013/2014 à la saison 2017/2018, elle participe à la Coupe d'Allemagne des lycéens ; elle remporte le classement général de la saison 2016/2017.
Elle participe à sa première épreuve internationale le 10 août 2015 à Klingenthal, lors d'une épreuve de la Coupe OPA ; elle s'y classe 4e.
Un mois plus tard à Oberstdorf, elle remporte coup sur coup ses deux premières victoires internationales.
Elle participe aux courses de la Coupe de la jeunesse 2016 à Harrachov et Trondheim et s'y classe deuxième à chaque fois,,.
Elle remporte l'épreuve individuelle des Jeux nordiques de l'OPA en 2016 à Tarvisio et, en compagnie de Sophia Maurus et Alexandra Seifert, se classe deuxième de l'épreuve par équipes.
Lors de la Coupe OPA 2016/2017, elle se classe 5e à Klingenthal et 4e à Rastbüchl. Mais lors de cette même saison, elle remporte les épreuves de la Coupe de la jeunesse des étapes de Vuokatti, Oberstdorf et Trondheim ; il n'est qu'à Harrachov qu'elle se classe 2e : elle remporte donc le classement général de cette compétition. Lors de l'édition 2017 des Jeux nordiques de l'OPA, à Hinterzarten, elle remporte tout à la fois l'épreuve individuelle et l'épreuve par équipes, en compagnie de Sophia Maurus et Emilia Göhrlich.
Au Grand Prix en 2018, elle monte sur son premier podium dans l'élite à Oberwiesenthal, troisième derrière Stefaniya Nadymova et Tara Geraghty-Moats.
Lors des saisons 2018 et 2019 de Couoe continentale, elle totalise huit podiums, sans remporter de manche et se classe à chaque fois troisième au général. 
Elle remporte la médaille de bronze en individuel féminin aux Jeux olympiques de la jeunesse d'hiver de 2020. Elle est aussi championne du monde junior à Oberwiesenthal avec plus de 45 secondes d'avance sur Gyda Westvold Hansen en ayant gagné le concours de saut, et première championne d'Allemagne de combiné.
En décembre 2020, à Ramsau, pour la première course féminine de Coupe du monde, elle se classe treizième.

## Palmarès

### Championnats du monde
| Épreuve / Édition        | Individuel     | Par équipes mixte                |
| Épreuve / Édition        | Petit tremplin | Petit tremplin Relais            |
| Mondiaux 2021 Oberstdorf | 18e            | Épreuve inexistante à cette date |
| Mondiaux 2023 Planica    |                | Argent                           |
| Mondiaux 2025 Trondheim  |                | Argent                           |

### Coupe du monde
- Meilleur classement général : 8e en 2023.
- 2 podiums : 2 troisièmes places.
- 3 podiums par équipes mixte : 1 deuxième place et 2 troisièmes places.

#### Différents classements en Coupe du monde
| Année     | Classement général final |
| 2020-2021 | 13e                      |
| 2021-2022 | 9e                       |
| 2022-2023 | 8e                       |

### Championnats du monde junior
- 2018 à  Kandersteg : victoire lors de l'épreuve test, ne donnant pas lieu à la remise d'une médaille
- 2019 à  Lahti : 9e en combiné.
- 2020 à  Oberwiesenthal : 
  -  Médaille d'or en combiné nordique individuel.
  -  Médaille d'argent par équipes mixtes en combiné nordique.
  -  Médaille d'argent par équipes mixtes en saut à ski

- 2022 à  Zakopane : 4e en individuel

### Coupe continentale
- Meilleur classement général : 3e en 2018 et 2019.
- 9 podiums individuels.

Palmarès à l'issue de la saison 2019-2020

### Grand Prix
- 3e du classement général en 2019.
- 5 podiums.

### Victoires en Coupe OPA
| Numéro | Date             | Lieu                              |
| ------ | ---------------- | --------------------------------- |
| 1      | 11 août 2017     | Bischofsgrün (combiné)            |
| 2      | 16 décembre 2017 | Seefeld in Tirol (combiné)        |
| 3      | 17 décembre 2017 | Seefeld in Tirol (saut)           |
| 4      | 13 janvier 2018  | Schonach im Schwarzwald (combiné) |
| 5      | 14 janvier 2018  | Schonach im Schwarzwald (combiné) |
| 6      | 18 février 2018  | Baiersbronn (combiné)             |
| 7      | 6 octobre 2018   | Predazzo (combiné)                |
| 7      | 5 août 2019      | Klingenthal (saut)                |
| 7      | 18 octobre 2020  | Klingenthal (combiné)             |

### Championnats d'Allemagne de combiné
| Année | Lieu               | Rang       |
| ----- | ------------------ | ---------- |
| 2011  | Rodewisch          | (minimes)  |
| 2012  | Oberwiesenthal     | (minimes)  |
| 2013  | Johanngeorgenstadt | (minimes)  |
| 2014  | Geyer              | (cadettes) |
| 2015  | Johanngeorgenstadt | (cadettes) |
| 2020  | Oberstdorf         | (élite)    |